# Беляев, Анатолий Васильевич
Анатолий Васильевич Беляев — советский государственный деятель, председатель Ленинабадского областного исполнительного комитета (облисполкома) Таджикской ССР (1985—1990).

## Биография
Родился в 7 декабря 1936 года в селе Красноярка Омской области. В 1955—1958 годах служил в армии.
Окончил Омский сельскохозяйственный институт (1964) по специальности инженер-гидротехник.
- 1964—1967 строительный мастер, начальник участка СМУ — 21 треста «Таджикцелинстрой»,
- 1967—1972 зам. начальника, начальник производственного отдела того же треста,
- 1972—1977 директор ДСП-6 Главсредазирсовхозстроя,
- 1977—1978 зам. председателя облисполкома.
- 1978—1980 слушатель Академии общественных наук при ЦК КПСС
- с марта 1980 первый зам. председателя Курган-Тюбинского облисполкома,
- 16.03.1985 — 20.01.1990 председатель Ленинабадского облисполкома,
- январь 1990 — апрель1991 зам. председателя Агропромышленного комитета Ленинабадской области по строительству.
- сентябрь 1991— сентябрь 1996 руководитель миграционной службы Омской области.
- с 1996 г пенсионер, проживал в городе Пущино.

Награждён двумя Почётными грамотами Президиума Верховного Совета Таджикской ССР.